# Miguel Marriaga
Miguel Ángel Marriaga Herrera (Maracaibo, 6 giugno 1984) è un cestista venezuelano.

## Carriera
Con il Venezuela ha disputato i Giochi olimpici di Rio de Janeiro 2016, i Campionati mondiali del 2006 e sei edizioni dei Campionati americani (2003, 2005, 2007, 2009, 2013, 2015).